# That Means a Lot
Singles de P. J. Proby
Let the Water Run Down
(1965) Maria
(1965)
Pistes inédites de Anthology 2
If You've Got Trouble 12-Bar Original
That Means a Lot est une chanson écrite principalement par Paul McCartney et créditée Lennon/McCartney, en 1965. En février et mars de cette année, les Beatles travaillent à son enregistrement, sans grand succès malgré les nombreuses prises.
Ne parvenant pas à obtenir un enregistrement de la chanson qui leur convienne, ils décident de le donner au chanteur P. J. Proby, ami du groupe. Celui-ci la publie en single le 17 septembre 1965, mais ne rencontre pas le succès.
En 1996, la version des Beatles est publiée sur le disque Anthology 2 et est considérée par le chroniqueur musical Richie Unterberger comme meilleure que la version de P. J. Proby.

## Genèse et enregistrement
That Means a Lot est composée en 1965 pour les besoins du film Help!. La répartition du travail sur son écriture est incertaine : John Lennon déclare en 1980 que Paul McCartney l'a composé presque intégralement ; mais le journaliste Ian MacDonald pense que l'aide de Lennon a été assez importante sur certaines parties. Par son texte, la chanson s'inspire d'un succès précédent du groupe, She Loves You : les paroles relatent en effet dans les deux cas une histoire d'amour à la troisième personne.
Les Beatles tentent une première fois d'enregistrer la chanson avant le début du tournage du film, le samedi 20 février 1965 au terme d'une semaine de sessions intensives. Deux prises et de multiples overdubs sont réalisés. Des mixages sont réalisés pour que la chanson puisse parvenir au réalisateur Richard Lester, qui l'élimine de la bande originale du film. Le 30 mars, des sessions reprennent sans succès : quatre nouvelles prises (numérotées de 20 à 24) sont réalisées, durant lesquelles le groupe ne parvient pas à se décider sur le style à donner à la chanson. Le travail est finalement abandonné.

## Interprètes
- Paul McCartney – chant, basse, piano
- John Lennon – guitare acoustique, chœurs, maracas
- George Harrison – guitare rythmique, chœurs, maracas
- Ringo Starr – batterie

## Parution
Après deux sessions de travail improductives, les Beatles décident d'abandonner le travail. John Lennon explique : « Nous nous sommes aperçus que nous ne pouvions pas la chanter. En fait, nous en avons fait une telle bouillie que nous avons préféré la donner à quelqu'un d'autre ». Leur choix se tourne vers le chanteur P. J. Proby, connaissance du manager du groupe, Brian Epstein. Celui-ci enregistre sa version au début du mois d'avril, et la publie en single en septembre. Elle se classe en trentième position dans les charts, ne connaissant que peu de succès malgré ses prestigieux auteurs. On retrouvera cette chanson en 1979 dans la compilation The Songs Lennon and McCartney Gave Away qui regroupait des compositions de Lennon/McCartney qui n'ont jamais été publiées par les Beatles.
La version des Beatles sort également, plus de trente ans après sa composition, sur l'album Anthology 2 aux côtés d'une autre chanson rejetée de l'album Help!, If You've Got Trouble. Par ailleurs, Richie Unterberger, chroniqueur du site AllMusic, considère que la version des Beatles est nettement supérieure à celle de P. J. Proby.